# Schnüüsch

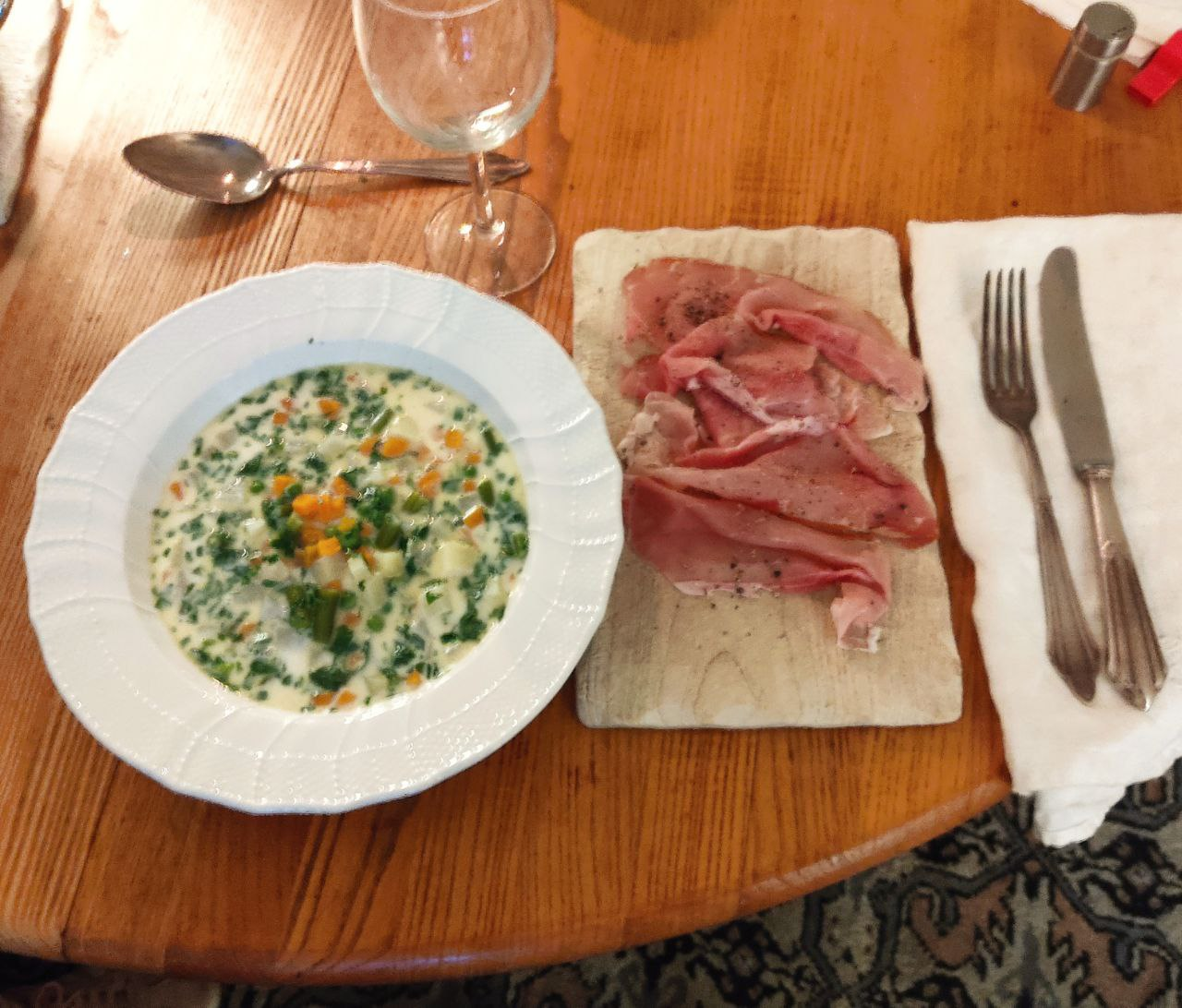
Schnüüsch mit Katenschinken

Schnüüsch oder Schnüsch, manchmal auch Schnusch, bezeichnet eine vor allem in Schleswig beliebte Gemüsesuppe bzw. ein Eintopfgericht, bei dem dicke und grüne Bohnen, Erbsen, Kartoffeln, Kohlrabi und Karotten in Milch gekocht werden. Das gewürfelte, möglichst erntefrische junge Gemüse kann auch getrennt in wenig Salzwasser gedünstet werden und die Milch erst zum Schluss mit erhitzt werden. Dabei sollten die unterschiedlichen Garzeiten der Gemüse beachtet werden. Typische Gewürze sind viel Petersilie, evtl. etwas Bohnenkraut und etwas weißer Pfeffer. Ein großzügiges Stück Butter darf nicht fehlen. Als typische Beilage wird Holsteiner Katenschinken oder eingelegter Hering dazu serviert. Mancherorts werden auch Speckschwarten oder Schweinebacke dazu gekocht. Anderenorts bleibt das Gericht vegetarisch.
Der Ursprung dieses Gerichts liegt in Angeln, der Landschaft zwischen Schleswig und Flensburg an der Ostsee. Unter dem Namen Snysk ist es auch in Dänemark bekannt. Wegen seiner Zutaten, die vorzugsweise frisch aus dem Garten sein sollten, gilt es als typisches Sommeressen, so ab Ende Juni etwa.